# 怒江冷水花
怒江冷水花（学名：Pilea salwinensis）为荨麻科冷水花属的植物，为中国的特有植物。分布在中国大陆的云南等地，生长于海拔2,000米至2,500米的地区，常生长在山谷溪边林下阴湿处，目前尚未由人工引种栽培。

## 别名
九节风（云南）